# McCullin
McCullin é um documentário britânico de 2012, dirigido por David Morris e Jacqui Morris, que retrata a vida do fotojornalista Don McCullin.